# جون ماكنزي
جون ماكنزي (John McKenzie) (مواليد 4 سبتمبر 1925) هو لاعب كرة قدم. يلعب مع منتخب اسكتلندا لكرة القدم. سبق له أن لعب في كأس العالم لكرة القدم مع منتخب بلاده.

## وصلات خارجية
- جون ماكنزي على موقع الاتحاد الدولي (مؤرشف)  (الإنجليزية)
- جون ماكنزي على موقع الاتحاد الإسكتلندي (الإنجليزية)
- جون ماكنزي على موقع قاعدة بيانات كرة القدم.إي يو (الإنجليزية)
- جون ماكنزي على موقع ناشيونال فوتبول تيمز (الإنجليزية)
- جون ماكنزي على موقع Soccerway.com (الإنجليزية)
- جون ماكنزي على موقع عالم كرة القدم.نت (الإنجليزية)